# Rokopella capulus
Rokopella capulus är en blötdjursart som beskrevs av Marshall 2006. Rokopella capulus ingår i släktet Rokopella och familjen Neopilinidae. Inga underarter finns listade i Catalogue of Life.